# Tanaecia diardi
Tanaecia diardi är en fjärilsart som beskrevs av Vollenhoven 1862. Tanaecia diardi ingår i släktet Tanaecia och familjen praktfjärilar. Inga underarter finns listade i Catalogue of Life.